# 銀幕英雄
銀幕英雄（日语：スクリーンヒーロー），是日本純種競賽馬匹。生涯活躍於中長途賽事，曾以第九人氣爆冷勝出2008年日本盃。

## 出賽前
2004年4月18日出生於北海道千歲市社台牧場，所有權直接歸於牧場負責人吉田照哉旗下。
其後交由美浦訓練中心練馬師矢野進訓練。

## 競賽生涯

### 2歲
2006年11月25日出戰東京競馬場2歲新馬戰，然而於其中僅獲得第四的名次。
其後出戰2歲未勝利戰，比賽初段一直保持於先頭位置下於直路後被Gold Mine超越並拉開，最終以第二完賽。

### 3歲
2007年1月出戰3歲未勝利戰，再度採用先頭戰術下成功於直路衝出，爆發全場最佳末腳下拋離後方賽駒4馬位取首勝。
其後於春季主要出戰條件戰，但僅於2月的一場3歲500萬獎金以下條件戰勝出。
進入夏季後於日經電台賞以優秀姿態取得亞軍，然而其後出戰新潟紀念大幅失速，最終以尾三第十六大敗。
9月16日出戰聖烈特紀念，比賽初段搶前下於約莫第四左右的位置推進，通過第三彎道時候開始發力進佔第二。進入直路後，其繼續保持優秀的加速力展開衝刺，最終僅被Roc de Cambes及Golden Dahlia超越下奪得第三。
其後原定以優先出賽權的方式挑戰菊花賞，但於賽前被發現左前腳膝部出現剝離性骨折，最終無奈避戰並進入長期休養。

### 4歲
進入2008年，由於練馬師矢野進於其休養期間到達退休年齡，因而其被轉移至同屬美浦訓練中心的鹿戶雄一馬房。
8月16日於支笏湖特别復出，並以絕佳的速度一舉衝出取得勝利。
其後出戰札幌日經公開賽及十月錦標亦可保持優秀的狀態，均於賽事中取得亞軍。
11月9日出戰阿根廷共和國盃，比賽初段選擇於中團第五左右的位置推進，並於比賽途中一直保持穩定的節奏。進入直路後，其隨即展開加速衝刺，最終超越前方的賽駒下取得首個分級賽冠軍。

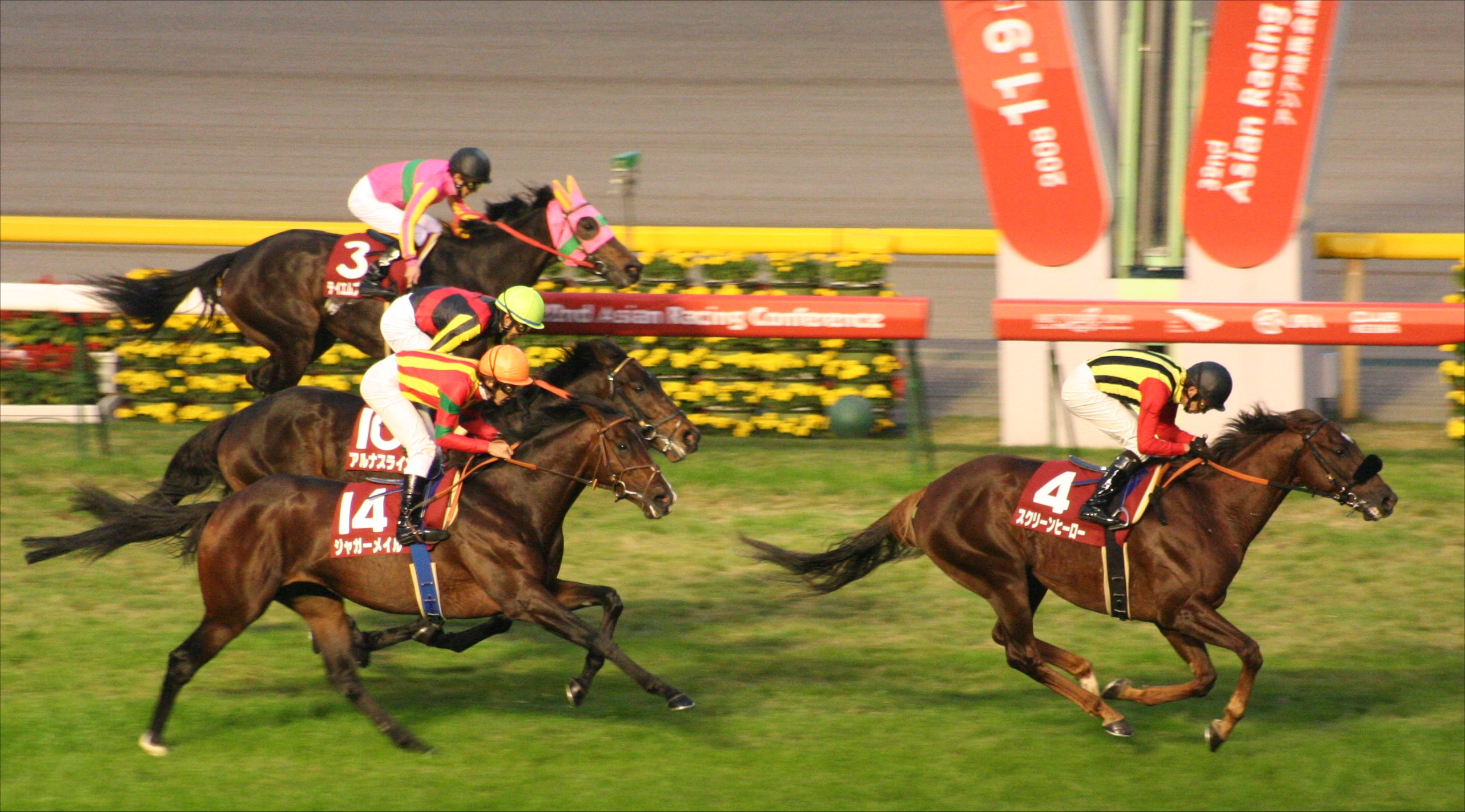
出戰阿根廷共和國盃的銀幕英雄

11月30日乘勢出戰日本盃，賽前僅獲得第九人氣。比賽開始後，前方由永通達帶出慢放，銀幕英雄和第二人氣伏特加及第三人氣名將森遜一同於先頭位置推進，而第一人氣天空深處則於較後位置。比賽途中，面對永通達做出的前1000米61.8秒超馬慢步速，其仍然保持穩定節奏於所在位置推進，通過最後彎道時候以優秀的反應進佔有利位置。進入直路後，憑借此前的動作，其成功於直路中段取得領先，及後繼續保持速度下亦可抵擋後方天空深處於的來襲，以1/2馬位優勢戰勝對手爆冷奪得首個一級賽冠軍，亦為練馬師鹿戶雄一帶來首個一級賽優勝。
其後出戰有馬紀念，雖然於比賽途中經已提早加速並於最後彎道處於第二的位置，但進入直路後稍爲力弱無法保持速度，最終以第五完賽。
年末，由於其成功勝出日本盃，因而於評選中以167票當選最佳4歲或以上雄馬。

### 5歲
2009年以阪神大賞典年度首戰，保持不俗的走勢下於直路亦由一少段爆發，最終敗於淺草皇帝、Hikaru Kazabue及奈村新月以第四完賽。
然而其後出戰春季天皇賞受到長途運輸影響而狀態盡失以第十四大敗，短暫放草過後於寶塚紀念亦僅獲第五。
完成寶塚紀念後再度前往放草，並於11月回歸出戰秋季天皇賞。本次比賽原定由來日客串的李慕華策騎，但由於其因落馬骨折以推遲來日的時間，因而改由北村宏司代打。比賽開始後，其繼續選擇於先頭位置推進，進入直路一度取得領先，雖然其後被外檔的結伴行超越，但成功抵擋內欄伏特加的追擊下保住一席亞軍。
11月29日出戰日本盃劍指連霸，然而於比賽途中兩度和其他馬匹有所接觸，最終節奏完全被破壞下無法響應騎師杜滿萊的加速指示，不斷失速下以第十三大敗。
鑑於日本盃的失利，陣營決定避戰有馬紀念並安排其前往宮城縣山元町山元訓練中心放草以避戰來年賽事。然而於12月3日其被發現左前腳有腫脹跡象，經詳細檢查過後確認爲肌腱炎，因而陣營相關人士於商討過後決定安排其退役，並於12月9日取消日本中央競馬會的賽駒註冊。

### 詳細賽績
| 日期       | 舉辦國家 | 馬場 | 距離   | 級別   | 賽事名稱         | 負重 | 騎師     | 馬號 | 出馬 | 名次 | 時間   | 頭馬（二馬）     |
| ---------- | -------- | ---- | ------ | ------ | ---------------- | ---- | -------- | ---- | ---- | ---- | ------ | ---------------- |
| 25/11/2006 | 日本     | 東京 | 泥1600 |        | 2歲新馬          | 55   | 木幡初廣 | 11   | 16   | 4    | 1:41.4 | Retsina          |
| 17/12/2006 | 日本     | 中山 | 泥1800 |        | 2歲未勝利        | 55   | 木幡初廣 | 5    | 16   | 2    | 1:56.0 | Gold Mine        |
| 13/1/2007  | 日本     | 中山 | 泥1800 |        | 3歲未勝利        | 56   | 木幡初廣 | 6    | 16   | 1    | 1:57.1 | （Berg Missile） |
| 11/2/2007  | 日本     | 東京 | 泥1600 |        | 卡特蘭賞         | 56   | 木幡初廣 | 3    | 16   | 3    | 1:56.0 | Domingo City     |
| 25/2/2007  | 日本     | 中山 | 泥1800 |        | 3歲500萬獎金以下 | 56   | 木幡初廣 | 6    | 9    | 1    | 1:56.4 | （Testa Rossa）  |
| 18/3/2007  | 日本     | 中山 | 草1800 | JpnII  | 春季錦標         | 56   | 木幡初廣 | 3    | 11   | 5    | 1:49.5 | 飛翔蘋果         |
| 31/3/2007  | 日本     | 中山 | 泥1800 | op     | 伏龍錦標         | 56   | 北村宏司 | 9    | 10   | 2    | 1:53.9 | Meisho Aigle     |
| 5/5/2007   | 日本     | 東京 | 草2000 | OP     | 主席錦標         | 56   | 蛯名正義 | 10   | 13   | 7    | 2:00.4 | Golden Dahlia    |
| 9/6/2007   | 日本     | 東京 | 草1600 |        | 雪絨花錦標       | 56   | 木幡初廣 | 5    | 17   | 4    | 1:34.4 | High Society     |
| 1/7/2008   | 日本     | 福島 | 草1800 | JpnIII | 日經電台賞       | 54   | 石橋脩   | 7    | 16   | 2    | 1:47.9 | Roc de Cambes    |
| 26/8/2007  | 日本     | 新潟 | 草2000 | GIII   | 新潟紀念         | 51   | 石橋脩   | 15   | 18   | 16   | 1:59.6 | Yumeno Shirushi  |
| 16/9/2007  | 日本     | 中山 | 草2200 | JpnII  | 聖烈特紀念       | 56   | 木幡初廣 | 11   | 17   | 3    | 2:12.7 | Roc de Cambes    |
| 16/8/2008  | 日本     | 札幌 | 草2600 |        | 支笏湖特別       | 56   | 横山典弘 | 5    | 11   | 1    | 2:44.2 | （B B Falcon）   |
| 7/9/2008   | 日本     | 札幌 | 草2600 | OP     | 札幌日經公開賽   | 55   | 武幸四郎 | 11   | 12   | 2    | 2:42.4 | Biennale         |
| 12/10/2008 | 日本     | 東京 | 草2400 |        | 十月錦標         | 56   | 横山典弘 | 16   | 16   | 2    | 2:26.2 | 網絡電郵         |
| 9/11/2008  | 日本     | 東京 | 草2500 | JpnII  | 阿根廷共和國盃   | 53   | 蛯名正義 | 4    | 16   | 1    | 2:30.8 | （網絡電郵）     |
| 30/11/2008 | 日本     | 東京 | 草2400 | GI     | 日本盃           | 57   | 杜滿萊   | 16   | 17   | 1    | 2:25.5 | （天空深處）     |
| 28/17/2008 | 日本     | 中山 | 草2500 | GI     | 有馬紀念         | 57   | 杜滿萊   | 8    | 14   | 5    | 2:32.0 | 大和赤驥         |
| 22/3/2009  | 日本     | 阪神 | 草3000 | GII    | 阪神大賞典       | 59   | 横山典弘 | 10   | 12   | 4    | 3:14.0 | 淺草皇帝         |
| 3/5/2009   | 日本     | 京都 | 草3200 | GI     | 春季天皇賞       | 58   | 横山典弘 | 16   | 18   | 14   | 3:17.1 | 逐鹿沙場         |
| 28/6/2009  | 日本     | 阪神 | 草2200 | GI     | 寶塚紀念         | 58   | 横山典弘 | 10   | 14   | 5    | 2:11.8 | 夢之旅           |
| 1/11/2009  | 日本     | 東京 | 草2000 | GI     | 秋季天皇賞       | 58   | 北村宏司 | 2    | 18   | 2    | 1:57.5 | 結伴行           |
| 29/11/2009 | 日本     | 東京 | 草2400 | GI     | 日本盃           | 57   | 杜滿萊   | 18   | 18   | 13   | 2:24.5 | 伏特加           |

## 退役後
退役後，銀幕英雄成爲了配種馬，於北海道新日高町Rex Stud休養，在2010年進行配種。首匹子嗣於2011年出生。首批子嗣可於2013年出賽。2015年1月11日，意式美食在新山紀念取勝，成爲首匹勝出分級賽的子嗣。6月7日，滿樂時於安田紀念取勝，成爲首匹勝出一級賽的子嗣。
2023年10月10日由配種馬退役，返回出生地北海道千歲市社台牧場以功勞馬身份進行養老生活。

### 主要子嗣

#### 一級賽優勝子嗣
粗體字為一級賽
2011年生
- 滿樂時（打吡公爵挑戰盃、安田紀念、一哩冠軍賽、 香港一哩錦標、 冠軍一哩賽、秋季天皇賞、 香港盃）
- 黃金伶人（阿根廷共和國盃、有馬紀念、日經賞、產經賞）

2017年生
- 瑪蓮必勝（花仙錦標、日經賞、產經賞、 香港瓶）

#### 分級賽優勝子嗣
2012年生
- 天外來客（每日盃）
- 意式美食（新山紀念）

2014年生
- 信託（札幌兩歲錦標）

2015年生
- 獨尊將軍（京成盃、聖烈特紀念）

2017年生
- Meiner Grit（小倉兩歲錦標）
- 極級必勝（天鵝錦標）
- 紅瑪瑙（關屋紀念、東京新聞盃）

2018年生
- Cool Cat（花仙錦標）

2019年生
- 銀元流通（每日盃）
- 文藝影院（玫瑰錦標）

2020年生
- Cosmo Fliegen（七夕賞）

## 血統簡介
父系草上飛爲美國生產的日本賽駒，生涯戰績優秀，曾勝出朝日盃三歲錦標及寶塚紀念，亦曾連霸有馬紀念。祖父Silver Hawk爲美國生產的愛爾蘭賽駒，生涯戰績不俗，曾勝出三級賽卡拉芬錦標，亦於一級賽愛爾蘭打吡及葉森打吡分別取得亞軍及季軍。
母系Running Heroine爲日本賽駒，生涯僅出戰兩場賽事均於其中落敗。外祖父週日寧靜是美國三冠賽雙冠馬，退役後在日本配種，在日本馬壇相當成功，贏得多項分級賽事，其子嗣贏得巨額獎金，連續12年成為日本冠軍種馬。

### 血統表
| 父線：雷弼圖系（Hail to Reason系）               |                             |                |                 |
| 種馬 草上飛 1995年（栗色）                       | Silver Hawk 1979年（棗色）  | 雷弼圖         | Hail to Reason  |
| 種馬 草上飛 1995年（栗色）                       | Silver Hawk 1979年（棗色）  | 雷弼圖         | Bramalea        |
| 種馬 草上飛 1995年（栗色）                       | Silver Hawk 1979年（棗色）  | Gris Vitesse   | Amerigo         |
| 種馬 草上飛 1995年（栗色）                       | Silver Hawk 1979年（棗色）  | Gris Vitesse   | Matchiche       |
| 種馬 草上飛 1995年（栗色）                       | Ameriflora 1989年（棗色）   | 單色           | 北地舞人        |
| 種馬 草上飛 1995年（栗色）                       | Ameriflora 1989年（棗色）   | 單色           | Pas de Nom      |
| 種馬 草上飛 1995年（栗色）                       | Ameriflora 1989年（棗色）   | Graceful Touch | His Majesty     |
| 種馬 草上飛 1995年（栗色）                       | Ameriflora 1989年（棗色）   | Graceful Touch | Pi Phi Gal      |
| 繁殖雌馬 Running Heroine 1993年（棗色）          | 週日寧靜 1986年（棕色）     | Halo           | Hail to Reason  |
| 繁殖雌馬 Running Heroine 1993年（棗色）          | 週日寧靜 1986年（棕色）     | Halo           | Cosmah          |
| 繁殖雌馬 Running Heroine 1993年（棗色）          | 週日寧靜 1986年（棕色）     | Wishing Well   | Understanding   |
| 繁殖雌馬 Running Heroine 1993年（棗色）          | 週日寧靜 1986年（棕色）     | Wishing Well   | Mountain Flower |
| 繁殖雌馬 Running Heroine 1993年（棗色）          | Dyna Actress 1993年（棗色） | 北方風味       | 北地舞人        |
| 繁殖雌馬 Running Heroine 1993年（棗色）          | Dyna Actress 1993年（棗色） | 北方風味       | Lady Victoria   |
| 繁殖雌馬 Running Heroine 1993年（棗色）          | Dyna Actress 1993年（棗色） | Model Sport    | Model Fool      |
| 繁殖雌馬 Running Heroine 1993年（棗色）          | Dyna Actress 1993年（棗色） | Model Sport    | Magic Goddess   |
| 雌系：Magic Goddess系（號族：1-x）               |                             |                |                 |
| 五代內近親交配：Hail to Reason 4×4、北地舞人 4×4 |                             |                |                 |

## 命名由來
名字Screen Hero（スクリーンヒーロー）意思即是「銀幕英雄」，聯想自母系Running Heroine之名字。

## 外部連結
- 銀幕英雄 netkeiba.com （页面存档备份，存于）
- 血統表 （页面存档备份，存于）